# Michaël D'Almeida
Michaël D'Almeida (Évry, 3 de septiembre de 1987) es un deportista francés que compite en ciclismo en la modalidad de pista, especialista en las pruebas de velocidad por equipos y contrarreloj.
Participó en dos Juegos Olímpicos de Verano, obteniendo en total dos medallas, plata en Londres 2012 y bronce en Río de Janeiro 2016, ambas en la prueba de velocidad por equipos (en 2012 con Grégory Baugé y Kévin Sireau y en 2016 con Grégory Baugé y François Pervis).
Ganó doce medallas en el Campeonato Mundial de Ciclismo en Pista entre los años 2008 y 2020, y cinco medallas en el Campeonato Europeo de Ciclismo en Pista entre los años 2010 y 2019.

## Medallero internacional
| Juegos Olímpicos   | Juegos Olímpicos         | Juegos Olímpicos  | Juegos Olímpicos      |
| Año                | Lugar                    | Medalla           | Competición           |
| ------------------ | ------------------------ | ----------------- | --------------------- |
| 2012               | Londres (Reino Unido)    | Medalla de plata  | Velocidad por equipos |
| 2016               | Río de Janeiro (Brasil)  | Medalla de bronce | Velocidad por eqs     |
| Campeonato Mundial |                          |                   |                       |
| Año                | Lugar                    | Medalla           | Competición           |
| 2008               | Mánchester (Reino Unido) | Medalla de plata  | 1 km contrarreloj     |
| 2010               | Ballerup (Dinamarca)     | Medalla de plata  | Velocidad por equipos |
| 2010               | Ballerup (Dinamarca)     | Medalla de plata  | 1 km contrarreloj     |
| 2011               | Apeldoorn (Países Bajos) | DSC               | Velocidad por equipos |
| 2012               | Melbourne (Australia)    | Medalla de plata  | Velocidad por equipos |
| 2012               | Melbourne (Australia)    | Medalla de plata  | 1 km contrarreloj     |
| 2013               | Minsk (Bielorrusia)      | Medalla de bronce | Velocidad por equipos |
| 2014               | Cali (Colombia)          | Medalla de bronce | Velocidad por equipos |
| 2015               | Saint-Quentin (Francia)  | Medalla de oro    | Velocidad por equipos |
| 2018               | Apeldoorn (Países Bajos) | Medalla de bronce | Velocidad por equipos |
| 2019               | Pruszków (Polonia)       | Medalla de plata  | Velocidad por equipos |
| 2019               | Pruszków (Polonia)       | Medalla de bronce | 1 km contrarreloj     |
| 2020               | Berlín (Alemania)        | Medalla de bronce | 1 km contrarreloj     |
| Campeonato Europeo |                          |                   |                       |
| Año                | Lugar                    | Medalla           | Competición           |
| 2010               | Pruszków (Polonia)       | Medalla de plata  | Velocidad por equipos |
| 2013               | Apeldoorn (Países Bajos) | Medalla de plata  | Velocidad por equipos |
| 2014               | Baie-Mahault (Francia)   | Medalla de plata  | Velocidad por equipos |
| 2018               | Glasgow (Reino Unido)    | Medalla de plata  | Velocidad por equipos |
| 2019               | Apeldoorn (Países Bajos) | Medalla de bronce | 1 km contrarreloj     |

1. ↑  El equipo francés (conformado por Michaël D'Almeida, Grégory Baugé y Kévin Sireau). Ganó la medalla de oro, fue descalificado por la suspensión aplicada a Grégory Baugé.[3]
2. 1 2 3  Compitió en la ronda de clasificación.